# Yulian Sokhotski
Yulian-Karl Vasilievitx Sokhotski (1842-1927) va ser un matemàtic rus.

## Vida i Obra
Sokhotski va fer els seus estudis secundaris a Varsòvia. El 1861 es va matricular a la universitat de Sant Petersburg, però només hi va romandre un any, ja que l'any següent es va matricular a la universitat de Varsòvia, estudiant matemàtiques gairebé pel seu compte. El 1867 va defensar la seva tesi de master a la universitat de Sant Petersburg, on el van examinar Óssip Sómov i Pafnuti Txebixov. La dissertació incloïa un teorema, atribuït a Felice Casorati, sobre el comportament d'una funció en les proximitats d'un punt essencialment singular.
A partir de 1868 va ser professor ajudant a la universitat de Sant Petersburg, fins que el 1873 va defensar la tesi doctoral davant de Pafnuti Txebixov i Aleksandr Korkin, passant a ser professor extraordinari. A partir de 1883 va ser professor titular fins que es va retirar el 1923.
Sokhotski és conegut pels seus treballs en àlgebra avançada, inclosa la teoria de nombres algebraica. Els seus llibres La solució de les equacions algebraiques (1882) i Principis de la teoria de nombres (1888) van ser reconeguts com a texts bàsics en totes les universitats russes.